# Russia ai Giochi della XXXI Olimpiade
La Russia ha partecipato ai Giochi della XXXI Olimpiade, che si sono svolti a Rio de Janeiro, Brasile, dal 5 al 21 agosto 2016.
Il 18 luglio 2016, un'indagine indipendente, commissionata dall'Agenzia mondiale antidoping (WADA), ha concluso che è stato dimostrato "oltre ogni ragionevole dubbio" come l'Agenzia antidoping russa (RUSADA), il Ministero dello sport, il Servizio di sicurezza federale (FSB) e il Centro di preparazione sportiva delle squadre nazionali russe "hanno operato per la protezione degli atleti russi dopati" all'interno di un "sistema di sicurezza" diretto dallo Stato, "usando" il "the disappearing positive [test] methodology", un sistema segreto di somministrazione di sostanze dopanti agli atleti con copertura dei risultati del laboratorio antidoping, messo in atto con la collaborazione di RUSADA e di diverse infrastrutture federali russe, sotto il controllo del Ministero dello sport. Secondo il Rapporto McLaren, il sistema del doping di Stato ha funzionato quantomeno dal 2011 al 2015 ed è stato utilizzato su 643 campioni positivi, un numero che gli autori del rapporto hanno stimato come minimo, a causa dell'accesso limitato ai documenti russi.
Sulla base di questi risultati, il Comitato Olimpico Internazionale ha convocato una riunione di emergenza per prendere in considerazione la possibilità di vietare alla Russia la partecipazione alle Olimpiadi. Il 24 luglio, il CIO, disattendo la raccomandazione della WADA di escludere la Russia, ha deciso di delegare alle singole federazioni sportive ogni decisione in merito alla partecipazione degli atleti russi, con l'indicazione di ammettere solo quelli in grado di dimostrare la loro estraneità al doping nel periodo antecedente i Giochi.
A seguito del provvedimento, solo 271 dei 389 atleti candidati sono risultati qualificabili. Sono quindi stati esclusi 118 atleti.

## Medaglie

### Medagliere per disciplina
| Sport               | Oro | Argento | Bronzo | Totale |
| ------------------- | --- | ------- | ------ | ------ |
| Lotta               | 4   | 3       | 2      | 9      |
| Scherma             | 4   | 1       | 2      | 7      |
| Ginnastica          | 3   | 5       | 3      | 11     |
| Judo                | 2   | 0       | 1      | 3      |
| Nuoto sincronizzato | 2   | 0       | 0      | 2      |
| Pugilato            | 1   | 0       | 3      | 4      |
| Pallamano           | 1   | 0       | 0      | 1      |
| Pentathlon moderno  | 1   | 0       | 0      | 1      |
| Tennis              | 1   | 0       | 0      | 1      |
| Tiro                | 0   | 2       | 2      | 4      |
| Nuoto               | 0   | 2       | 2      | 4      |
| Ciclismo            | 0   | 2       | 1      | 3      |
| Tiro con l'arco     | 0   | 1       | 0      | 1      |
| Taekwondo           | 0   | 1       | 0      | 1      |
| Canoa/kayak         | 0   | 0       | 2      | 2      |
| Vela                | 0   | 0       | 1      | 1      |
| Pallanuoto          | 0   | 0       | 1      | 1      |
| Totale              | 19  | 17      | 20     | 56     |

### Medaglie d'oro
| Medaglia | Nome | Sport               | Evento                         |
| -------- | --- | ------------------- | ------------------------------ |
| Oro      | Beslan Mudranov | Judo                | 60 kg maschile                 |
| Oro      | Yana Egorian | Scherma             | Sciabola individuale femminile |
| Oro      | Khasan Khalmurzaev | Judo                | 81 kg maschile                 |
| Oro      | Inna Deriglazova | Scherma             | Fioretto individuale femminile |
| Oro      | Artur Akhmatkhuzin Aleksey Cheremisinov Timur Safin | Scherma             | Fioretto a squadre maschile    |
| Oro      | Ekaterina D'jačenko Jana Egorjan Julija Gavrilova Sof'ja Velikaja | Scherma             | Sciabola a squadre femminile   |
| Oro      | Ekaterina Makarova Elena Vesnina | Tennis              | Doppio femminile               |
| Oro      | Aliya Mustafina | Ginnastica          | Parallele asimmetriche         |
| Oro      | Roman Vlasov | Lotta               | Greco-romana - 75 kg           |
| Oro      | Davit Chakvetadze | Lotta               | Greco-romana - 85 kg           |
| Oro      | Evgenij Tiščenko | Pugilato            | Pesi massimi                   |
| Oro      | Natal'ja Iščenko Svetlana Romašina | Nuoto sincronizzato | Duo                            |
| Oro      | Vlada Chigireva Natal'ja Iščenko Svetlana Kolesnichenko Aleksandra Patskevich Elena Prokofyeva Svetlana Romašina Alla Shishkina Gelena Topilina Marija Šuročkina                                                                                          | Nuoto sincronizzato | Squadre                        |
| Oro      | Anna Sedoykina Polina Kuznecova Daria Dmitrieva Anna Sen Olga Akopyan Anna Vjachireva Marina Sudakova Vladlena Bobrovnikova Victoria Zhilinskayte Yekaterina Marennikova Irina Bliznova Ekaterina Ilina Maya Petrova Tatyana Yerokhina Victoriya Kalinina | Pallamano           | Torneo femminile               |
| Oro      | Abdulrašid Sadulaev | Lotta               | Libera - 86 kg maschile        |
| Oro      | Margarita Mamun | Ginnastica          | Ritmica - Concorso individuale |
| Oro      | Aleksandr Lesun | Pentathlon moderno  | Gara maschile                  |
| Oro      | Vera Biriukova Anastasija Bliznjuk Anastasia Maksimova Anastasiia Tatareva Maria Tolkacheva | Ginnastica          | Ritmica - Concorso a squadre   |
| Oro      | Soslan Ramonov | Lotta               | Libera - 65 kg maschile        |

### Medaglie d'argento
| Medaglia | Nome                                                                               | Sport           | Evento                                    |
| -------- | ---------------------------------------------------------------------------------- | --------------- | ----------------------------------------- |
| Argento  | Vitalina Bacaraškina                                                               | Tiro            | Pistola 10 metri aria compressa femminile |
| Argento  | Tujana Dašidoržieva Ksenija Perova Inna Stepanova                                  | Tiro con l'arco | Squadre femminile                         |
| Argento  | Sofya Velikaya                                                                     | Scherma         | Sciabola individuale femminile            |
| Argento  | Denis Abljazin David Beljavskij Nikolaj Kuksenkov Nikita Nagornyj Ivan Stretovich  | Ginnastica      | Concorso a squadre maschile               |
| Argento  | Julija Efimova                                                                     | Nuoto           | 100 metri rana femminili                  |
| Argento  | Angelina Melnikova Aliya Mustafina Maria Paseka Dar'ja Spiridonova Seda Tutkhalyan | Ginnastica      | Concorso a squadre femminile              |
| Argento  | Olga Zabelinskaya                                                                  | Ciclismo        | Cronometro femminile                      |
| Argento  | Julija Efimova                                                                     | Nuoto           | 200 metri rana femminili                  |
| Argento  | Dar'ja Šmelëva Anastasija Vojnova                                                  | Ciclismo        | Velocità a squadre femminile              |
| Argento  | Sergej Kamenskij                                                                   | Tiro            | Carabina 50 metri 3 posizioni maschile    |
| Argento  | Maria Paseka                                                                       | Ginnastica      | Volteggio femminile                       |
| Argento  | Denis Abljazin                                                                     | Ginnastica      | Volteggio maschile                        |
| Argento  | Valeria Koblova                                                                    | Lotta           | Libera - 58 kg femminile                  |
| Argento  | Natal'ja Vorob'ëva                                                                 | Lotta           | Libera - 69 kg femminile                  |
| Argento  | Aleksej Denisenko                                                                  | Taekwondo       | 68 kg maschile                            |
| Argento  | Aniuar Geduev                                                                      | Lotta           | Libera - 74 kg maschile                   |
| Argento  | Jana Kudrjavceva                                                                   | Ginnastica      | Ritmica - Concorso individuale            |

### Medaglie di bronzo
| Medaglia | Nome | Sport       | Evento                                    |
| -------- | --- | ----------- | ----------------------------------------- |
| Bronzo   | Natal'ja Kuzjutina | Judo        | 52 kg femminile                           |
| Bronzo   | Timur Safin | Scherma     | Fioretto individuale maschile             |
| Bronzo   | Vladimir Maslennikov | Tiro        | Carabina 10 metri aria compressa maschile |
| Bronzo   | Anton Čupkov | Nuoto       | 200 metri rana maschili                   |
| Bronzo   | Olga Kochneva Violetta Kolobova Tatiana Logunova Lyubov Shutova | Scherma     | Spada a squadre femminile                 |
| Bronzo   | Aliya Mustafina | Ginnastica  | Concorso individuale femminile            |
| Bronzo   | Evgenij Rylov | Nuoto       | 200 metri dorso maschili                  |
| Bronzo   | Kirill Grigor'jan | Tiro        | Carabina 50 metri a terra maschile        |
| Bronzo   | Stefanija Elfutina | Vela        | RS:X femminile                            |
| Bronzo   | Denis Dmitriev | Ciclismo    | Velocità maschile                         |
| Bronzo   | Denis Abljazin | Ginnastica  | Anelli                                    |
| Bronzo   | Sergej Semënov | Lotta       | Greco-romana - 130 kg                     |
| Bronzo   | Roman Anoškin | Canoa/kayak | K1 1000 metri maschile                    |
| Bronzo   | David Beljavskij | Ginnastica  | Parallele simmetriche                     |
| Bronzo   | Anastasija Beljakova | Pugilato    | Pesi leggeri femminile                    |
| Bronzo   | Vladimir Nikitin | Pugilato    | Pesi gallo                                |
| Bronzo   | Ekaterina Bukina | Lotta       | Libera - 75 kg femminile                  |
| Bronzo   | Anna Ustyukhina Maria Borisova Ekaterina Prokof'eva Ėl'vina Karimova Nadezhda Fedotova Ol'ga Belova Ekaterina Lisunova Anastasija Simanovič Anna Timofeeva Evgenija Soboleva Evgenija Ivanova Anna Grineva Anna Karnauch | Pallanuoto  | Torneo femminile                          |
| Bronzo   | Vitaly Dunaytsev | Pugilato    | Pesi superleggeri                         |
| Bronzo   | Ilia Shtokalov | Canoa/kayak | C1 1000 metri maschile                    |

## Atletica leggera
La Russia ha, ad oggi, qualificato i seguenti atleti:
- 200m femminili - 3 atleti (Ekaterina Smirnova, Ekaterina Vukolova e Ekaterina Renzhina)
- 800m femminili - 1 atleta (Anastasiya Bazdyreva)
- 5000m femminili - 2 atleti (Gulshat Fazlitdinova e Svetlana Kireyeva)
- 100m ostacoli femminili - 2 atleti (Nina Morozova e Ekaterina Galitskaia)
- 400m ostacoli femminili - 1 atleta (Vera Rudakova)
- 1500m femminili - 1 atleta (Natalya Vlasova)
- 3000m siepi femminili - 3 atleti (Più di 3 atleti hanno raggiunto lo standard olimpico)
- Lancio del peso femminile - 1 atleta (Irina Kirichenko)
- Lancio del disco femminile - 1 atleta (Yelena Panova)
- Lancio del martello femminile - 2 atleti (Oksana Kondrateva e Elizabeta Tsareva)
- Salto in alto maschile - 1 atleta (Ivan Ukhov)
- Salto in alto femminile - 2 atleti (Maria Kuchina e Svetlana Shkolina)
- Salto triplo maschile - 1 atleta (Aleksej Fëdorov)
- Salto in lungo femminile - 1 atleta (Yulia Pidluzhnaya)
- Salto con l'asta maschile - 1 atleta (Aleksandr Gripich)
- Salto con l'asta femminile - 2 atleti (Angelina Zhuk-Krasnova e Anzhelika Sidorova)

## Nuoto
| Atleta                                                                   | Evento                    | Batterie | Batterie   | Semifinali      | Semifinali      | Finale          | Finale          |
| Atleta                                                                   | Evento                    | Tempo    | Classifica | Tempo           | Classifica      | Tempo           | Classifica      |
| ------------------------------------------------------------------------ | ------------------------- | -------- | ---------- | --------------- | --------------- | --------------- | --------------- |
| Nataliya Lovtsova                                                        | 100 m farfalla            | 59"19    | 25ª        | non qualificata | non qualificata | non qualificata | non qualificata |
| Svetlana Čimrova                                                         | 100 m farfalla            | 58"41    | 19ª        | non qualificata | non qualificata | non qualificata | non qualificata |
| Veronika Popova Viktoria Andreeva Rozaliya Nasretdinova Natalia Lovtsova | 4×100 m libero            | 3:37"68  | 10ª        | N.D.            | N.D.            | non qualificata | non qualificata |
| Anastasia Fesikova                                                       | 100 metri dorso femminili | 1'00"04  | 10ª C      | 59"68           | 9ª              | non qualificata | non qualificata |
| Daria Ustinova                                                           | 100 metri dorso femminili | 1'01"45  | 23ª        | non qualificata | non qualificata | non qualificata | non qualificata |

| Atleta                | Evento       | Batterie | Batterie   | Semifinali      | Semifinali      | Finale          | Finale          |
| Atleta                | Evento       | Tempo    | Classifica | Tempo           | Classifica      | Tempo           | Classifica      |
| --------------------- | ------------ | -------- | ---------- | --------------- | --------------- | --------------- | --------------- |
| Aleksandr Krasnych    | 400 m libero | 3:47"39  | 15ª        | N.D.            | N.D.            | non qualificato | non qualificato |
| Vyacheslav Andrusenko | 400 m libero | 3:50"23  | 30ª        | N.D.            | N.D.            | non qualificato | non qualificato |
| Vsevolod Zanko        | 100 m rana   | 59"91    | 13ª C      | 1:00"39         | 14ª             | non qualificato | non qualificato |
| Kirill Prigoda        | 100 m rana   | 1:00"37  | 20ª        | non qualificato | non qualificato | non qualificato | non qualificato |

## Pugilato
| Gara              | Atleta          | Sedicesimi | Ottavi | Quarti | Semifinali | Finale |
| ----------------- | --------------- | ---------- | ------ | ------ | ---------- | ------ |
| Pesi mosca        | Michail Alojan  |            |        |        |            |        |
| Pesi superleggeri | Armen Zakarjan  |            |        |        |            |        |
| Pesi massimi      | Aleksey Yegorov |            |        |        |            |        |